# Lázaro Cárdenas, Chilón
Lázaro Cárdenas är en ort i Mexiko.   Den ligger i kommunen Chilón och delstaten Chiapas, i den sydöstra delen av landet, 800 km öster om huvudstaden Mexico City. Lázaro Cárdenas ligger 675 meter över havet och antalet invånare är 271.
Terrängen runt Lázaro Cárdenas är huvudsakligen kuperad, men västerut är den bergig. Runt Lázaro Cárdenas är det ganska tätbefolkat, med 54 invånare per kvadratkilometer. Närmaste större samhälle är Yajalón, 17,8 km väster om Lázaro Cárdenas. I omgivningarna runt Lázaro Cárdenas växer i huvudsak städsegrön lövskog.